# جيمي برادلي
جيمي برادلي (بالإنجليزية: Jimmy Bradley)‏ (21 مارس 1927 بغرينوك في المملكة المتحدة - 1 يناير 2008) هو لاعب كرة قدم بريطاني في مركز جناح ‏. لعب مع أكسفورد يونايتد وإبسفليت يونايتد وشروزبري تاون ونادي هيبرنيان ونادي دمبرتون ونادي لانارك الثالث.